# Claude Joli
Claude Joli (ou Claude Joly), évêque et comte d'Agen, est un prédicateur et écrivain ecclésiastique français.
Il est né en 1610 à Buri-sur-l'Orne et est mort en 1678.
Il ne faut pas le confondre avec un autre écrivain ecclésiastique Claude Joly, dont le nom s'écrivait avec un y-grec et avec lequel il n'avait aucun lien de parenté ou avec un prétendu Claude II Joly qui n'est qu'hypothétique.
Après avoir été curé de saint-Nicolas-des-Champs, puis évêque de Saint-Pol de Léon, il devint évêque et comte d'Agen.

## Biographie
Il prêche à Montpellier en pays de mission catholique, parmi une population chrétienne largement acquise à la Réforme (Huguenots). Les Montpelliérains le veulent pour évêque, en vain.  
De 1653 à 1664, Joli devient curé de Saint-Nicolas-des-Champs à Paris, paroisse à laquelle appartenait Olivier d'Ormesson (1616-1686). 
Évêque d'Agen en 1665, où il succède à Delbène, il conserve le siège jusqu'à sa mort. En conflit avec son clergé, il fait un recours devant le Parlement de Bordeaux, le nonce et Michel Le Tellier s'en mêlent. Le roi veut trancher en Conseil. Le nonce propose que le pape tranche, ce qu'il fait en août 1670 dans le sens de l'autorité de l'évêque. Il a fait approuver en 1669 que les réguliers puissent administrer le sacrement de pénitence.
Son œuvre principale qui eut beaucoup de succès d'édition fut éditée avec le titre de Prônes et Sermons, dont la rédaction finale aurait été l'œuvre d'un certain Monsieur Richard.

## Publications
- Les devoirs du chrestien, dressez en forme de catéchisme, par Mgr Claude Joli, évêque et comte d'Agen, Paris, chez Jean Villette, 1699, 7e édition, in-12.
- Œuvres mêlées de Messire Cl. Joli, évêque et comte d'Agen, édité à Paris chez Louis Coignard et Guillaume Vandive, 1702
- Prônes de Messire Claude Joli, évêque et comte d'Agen...., Lyon, chez Pierre Valfray, 1727, ou Bruxelles, chez Foppens, 1607-1700, et nombreuses autres éditions.